# Yivli-Minare-Moschee

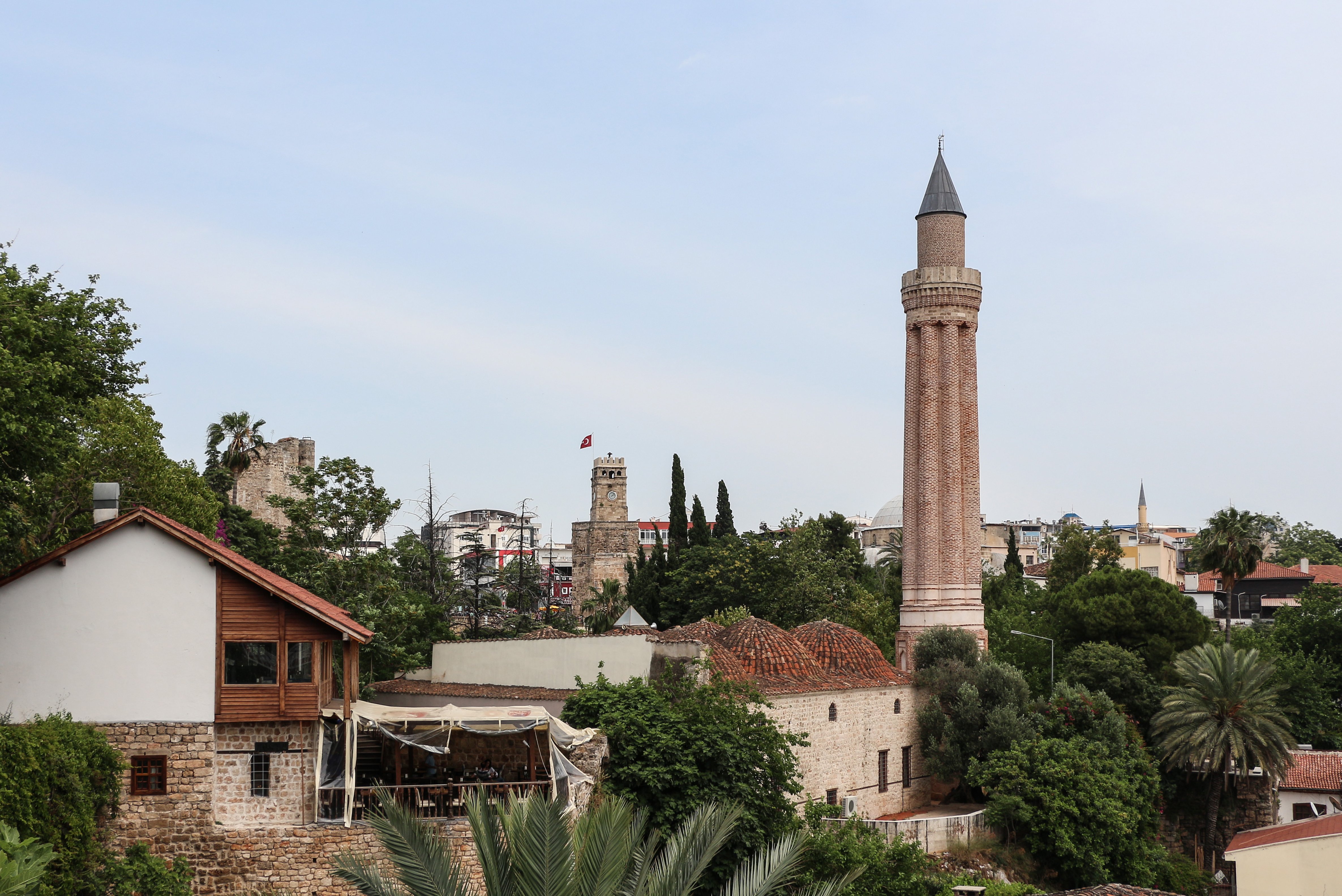
Yivli Minare Moschee

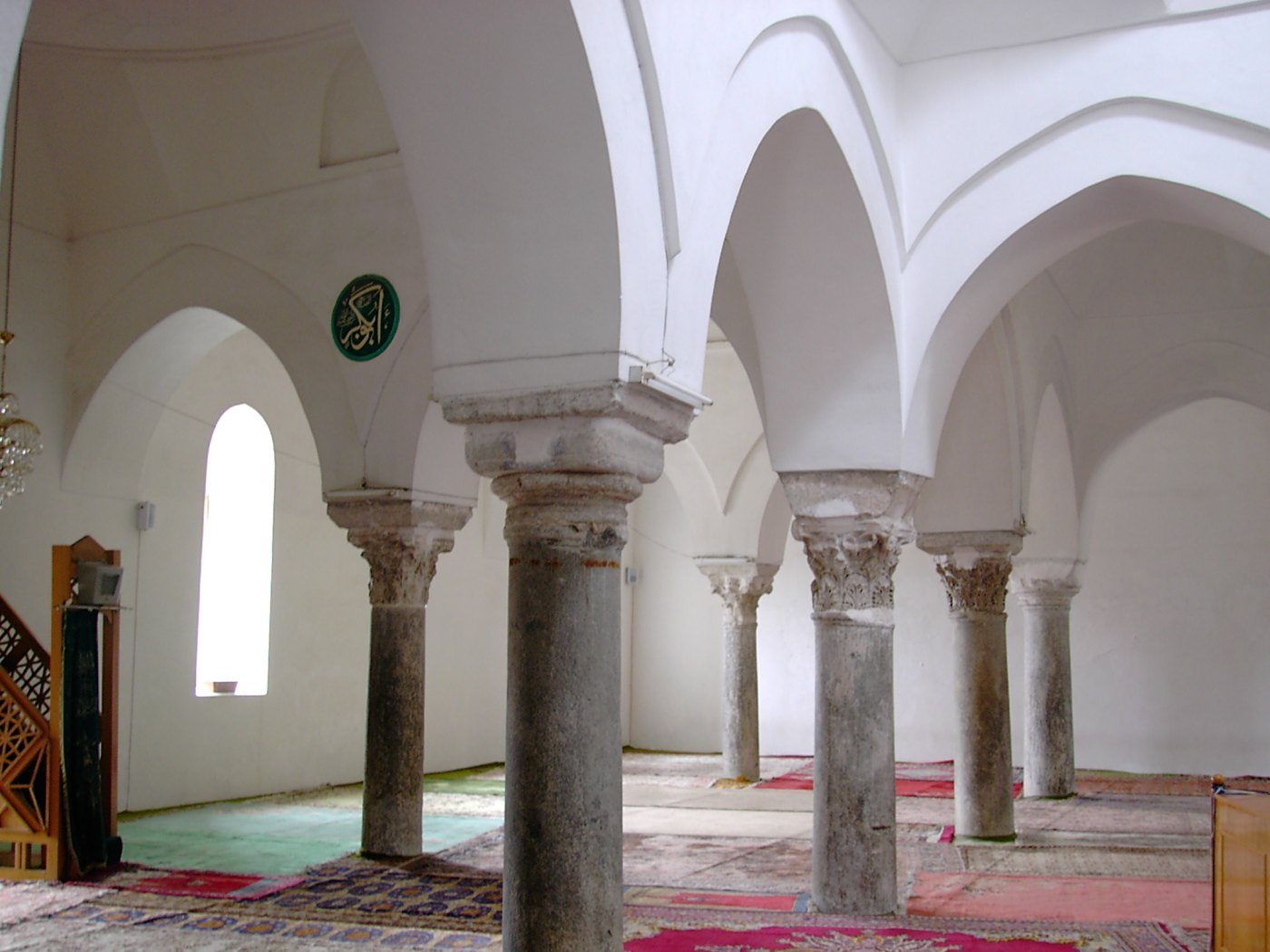
Innenansicht

Die Yivli-Minare-Moschee ist eine Moschee in Antalya (Türkei). Der Name kommt vom gefurchten Minarett (Yivli Minare). Sie wird auch Ulu Cami genannt.

## Geschichte
Unmittelbar nach der seldschukischen Eroberung Antalyas 1207 wurde an der Stelle der heutigen Moschee die Ulu Cami errichtet, die vermutlich während der Herrschaft der Lusignans (1361–1373) zerstört wurde. An ihrer Stelle wurde nach der erhaltenen Stifterinschrift 1373 die jetzige Moschee errichtet.
Das Yivli Minare wurde wahrscheinlich zur Zeit des Seldschuken-Sultans Kai Kobad I. gebaut (vielleicht 1226/1227) und gehört damit noch zur älteren Moschee. Dieses Minarett ist heute ein Wahrzeichen von Antalya geworden. Das 38 Meter hohe Minarett ist kanneliert und aus Ziegelsteinen in Säulenform gebaut. Der Sockel ist aus Stein. Das Minarett ist teilweise mit blauen Fliesen dekoriert.
Die Moschee besitzt sechs Kuppeln, die auf von 12 Säulen getragenen Bogen ruhen. Bei Säulen und Kapitellen handelt es sich um römische Spolien.
Die anderen Bauten des Komplexes sind Medrese, Zincir Kıran Türbesi (Mausoleum) und Nigâr Hanım Türbesi (Mausoleum).